# Obeliskjordfly
Obeliskjordfly, Euxoa obelisca, är en fjärilsart som beskrevs av Michael Denis och Ignaz Schiffermüller 1775. Obeliskjordfly ingår i släktet Euxoa och familjen nattflyn, Noctuidae. Arten  har livskraftiga, LC, populationer i både Sverige och Finland. Fem underarter finns listade i Catalogue of Life, Euxoa bugeaudi Oberthür, 1918, Euxoa obelisca carbonis Warren, 1910, Euxoa obelisca corsicola Corti, 1928, Euxoa obelisca salioclitana Boursin, 1934 och Euxoa obelisca stephensii Heydemann, 1933.

## Bildgalleri

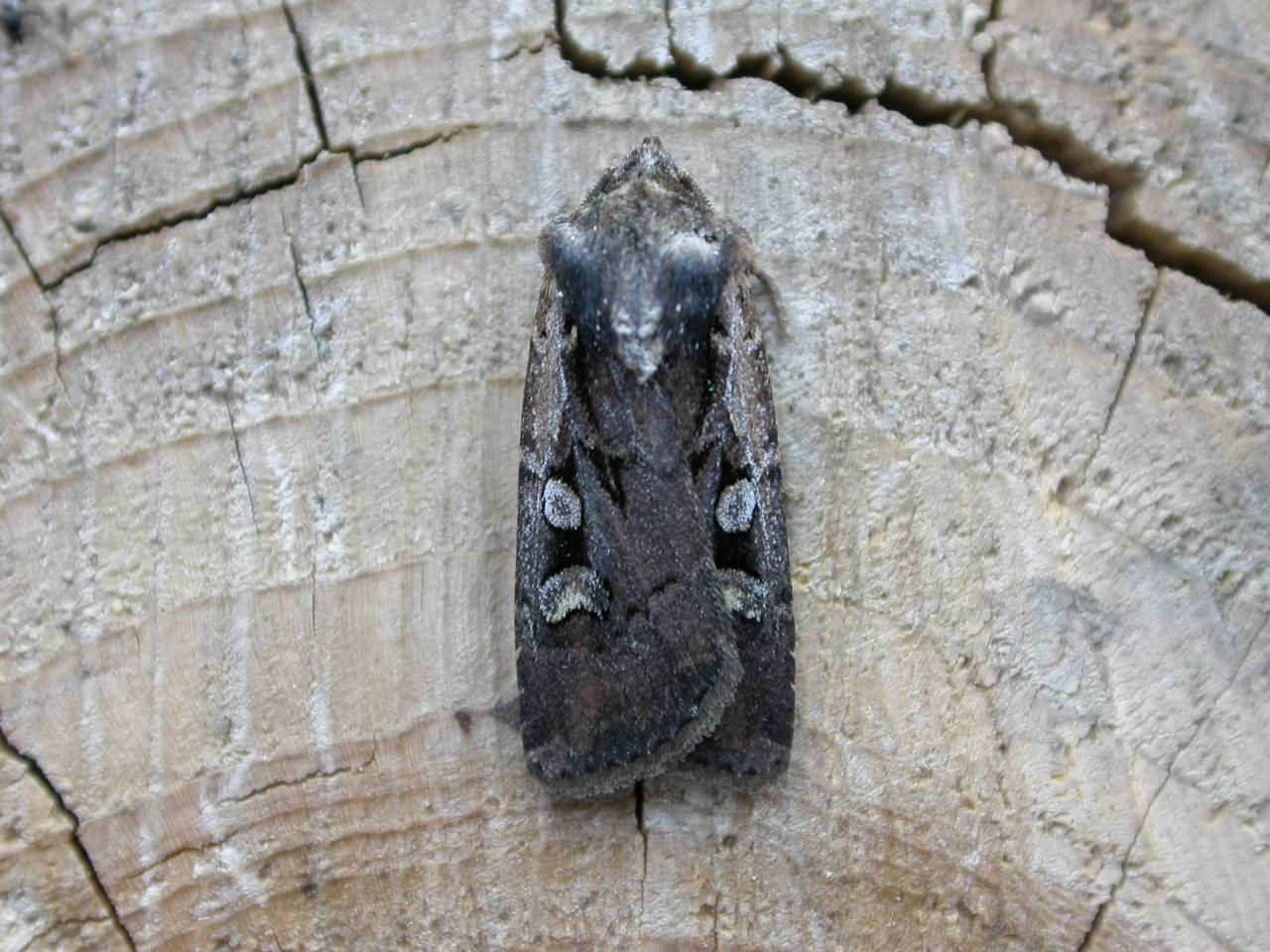
Imago fjäril
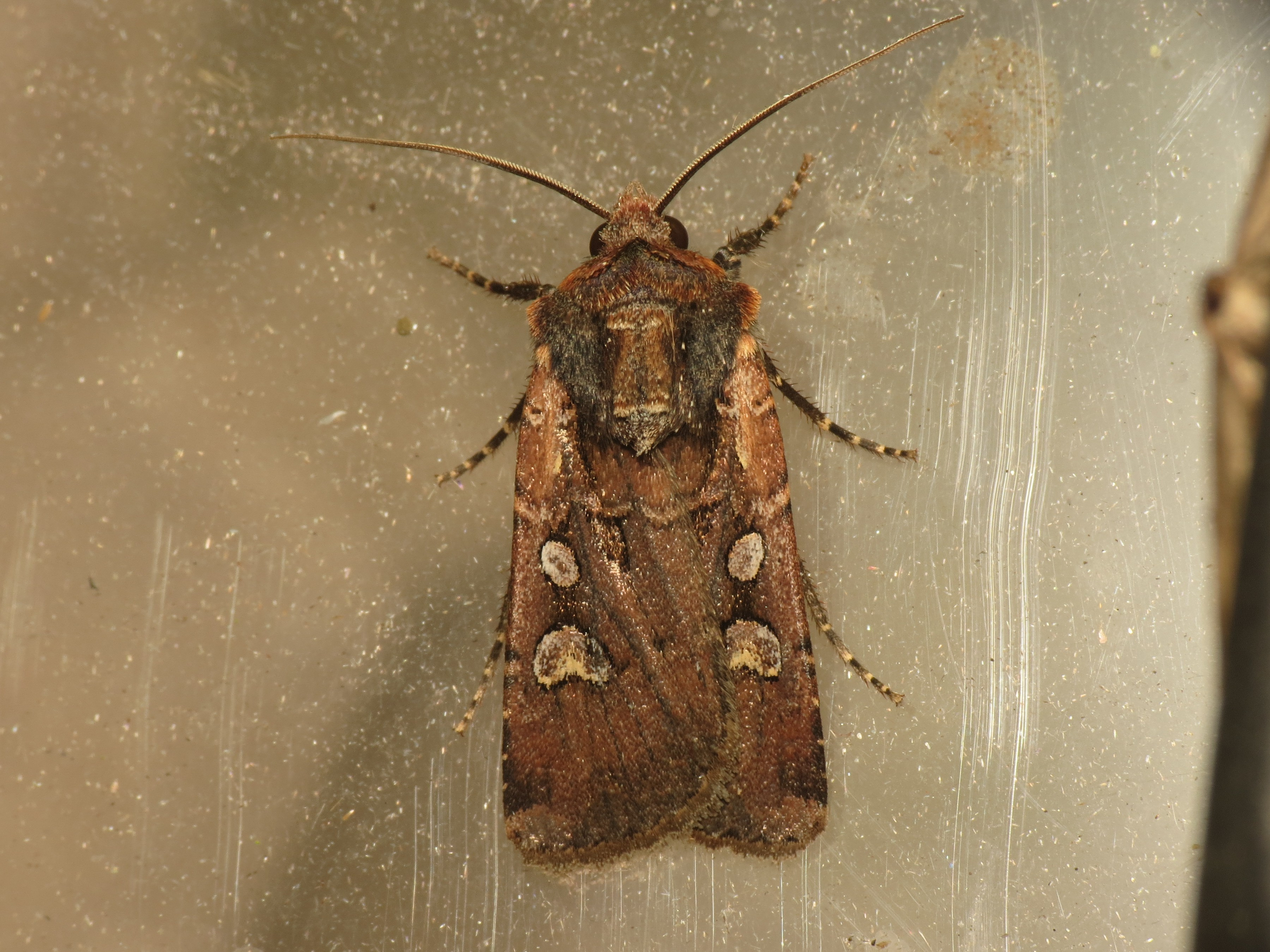
Imago fjäril
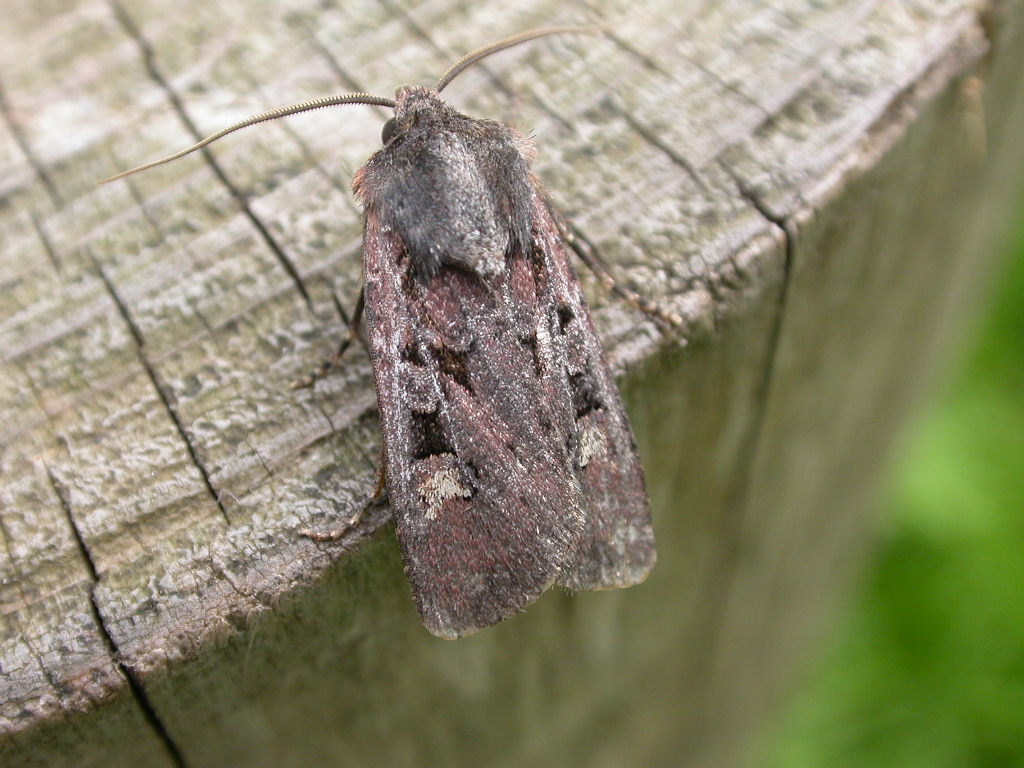
Imago fjäril
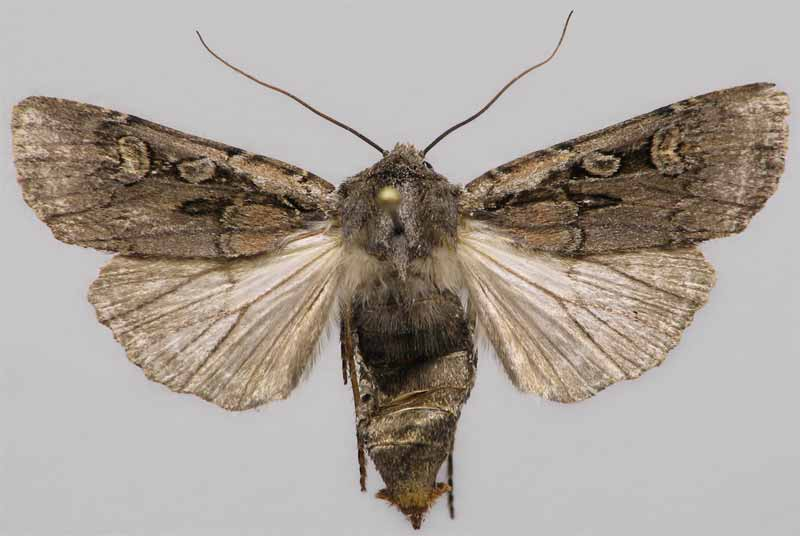
Preparerad (uppnålad) imago fjäril.